# Emmanuel Goldstein
Emmanuel Goldstein George Orwell 1984 című regényének kulcsfontosságú szereplője.
A regényben Goldstein állítólag az uralmon lévő (és egyeduralkodó) Párt alapító tagja volt, aki korábban elszakadt a mozgalomtól, és megindította a „Testvériség” nevű szervezetet, melynek célja a Párt megdöntése. A regény sejteti, de megválaszolatlanul hagyja a kérdést, hogy Goldstein, a Testvériség, vagy akár a Nagy Testvér valóban létezik-e.

## Jellemzése
A Testvériség minden tagjának kötelezően el kell olvasnia Goldstein állítólagos könyvét, az Oligarchikus Kollektivizmus Elmélete és Gyakorlata című könyvet. Minden egyes tagnak egyszerre csak három vagy négy kapcsolata lehet, akiket áthelyeznek, amikor valamelyik eltűnik, így ha egy tagot elfognak, csak három-négy embert tud feladni.
Goldstein a témája minden egyes „Két Perc Gyűlöletnek”, egy minden napos, 2 perc hosszúságú periódusnak, amely délelőtt 11-kor kezdődik, és közben a Goldstein valamelyik képét mutatják a teleképen (egy-csatornás televízió megfigyelő berendezéssel, amelyet nem lehet kikapcsolni). Állítólag a Nagy Testvér ellentéte – név szerint Goldstein – egy egyszerű konstrukció volt, amely biztosította a Nagy Testvér folyamatosságának támogatását és az iránta való önfeláldozást. Ez sohasem merült fel, még akkor sem, ha igaz. Valójában O’Brien hajthatatlanul visszautasítja a Testvériség létezésének felfedését, amikor Winston megkérdezi őt a kínzókamrában:
(Winston) „Létezik-e a Testvériség?”
(O’Brien) „Ezt sohasem fogod megtudni, Winston. Ha úgy döntenénk is, hogy szabadon eresztünk, ha végeztünk veled, s ha kilencvenéves korodig élnél is, akkor sem tudnád meg soha, hogy erre a kérdésre "igen"-e vagy "nem" a válasz. Ez megoldatlan rejtély marad a számodra, amíg csak élsz.”
O’Brien bevallotta, hogy ő maga is részt vett a könyv megírásában, amely azt a gondolatot támasztja alá, hogy Goldsteint a Párt találta ki.
Christopher Hitchens állítja, hogy Goldstein alakját Orwell Lev Davidovics Trockijról (Lev Davidovich Bronstein) mintázta.

## Kortárs összehasonlítások

### Soros György
Soros Györgyöt, a gazdag progresszív zsidó filantrópot a The Economist Emmanuel Goldsteinhez hasonlította. Soros korábban bírálta Orbán Viktor magyar miniszterelnököt a 2015-ös európai migránsválság kezelése miatt. Soros vagyona és származása miatt számos összeesküvés-elmélet tárgyává vált.
|  | „Orbán Viktor Fidesz pártja a 2018-as választásokon azzal kampányolt, hogy Soros úr baljóslatú plakátjaival borította be az országot. Ugyanolyan szerepet tölt be a kormány számára, mint Emmanuel Goldstein a totalitárius állam számára George Orwell "1984"-ében: egy mitikus, árnyékos ellenség, akit arra használnak, hogy az emberek gyűlöletét összpontosítsa, és akinek képzeletbeli tervei állítólag igazolják a rezsim teljes hatalomátvételét.” |
|  | |

### Richard Nixon
Richard Nixon elnök 1972-es látogatása Kínában, amelyet sokáig hidegháborús ellenségnek tekintettek, összehasonlításokat inspirált Emmanuel Goldstein elemzésével a három szuperhatalom változó szövetségeiről az 1984 című műben. Nixon széles körű becsmérlése a Watergate-botrány miatt olyan kommentárokat inspirált, amelyek a médiában való kezelését a Goldsteinre összpontosított Kétperces gyűlölet-ülésekkel hasonlították össze.

### Oszama bin Láden
Goldsteint az al-Kaida vezetőjéhez, Oszama bin Ladenhez is hasonlították még az utóbbi életében.
|  | „Goldstein Orwell regényének Oszama bin Laden figurája, egy rendkívül megfoghatatlan személy, akit soha nem látnak, soha nem fognak el, de az óceániai vezetés úgy véli, hogy még mindig él, és kikel az összeesküvéseiből: talán valahol a tengeren túl, külföldi fizetőmestereinek védelme alatt. Mivel Goldsteint soha nem fogják el, a bűnei, árulásai, szabotázsai elleni harcnak soha nem szabad véget érnie.” |
|  | |

Párhuzamot vonva Goldstein és bin Laden között egy héttel a 2001. szeptember 11-ei terrortámadások után William L. Anderson, a Frostburg State University professzora "Oszama és Goldstein" címmel írt rovatot a LewRockwell.com számára.
Cass Sunstein jogtudós 2009-ben megjelent Worst-Case Scenarios című könyvében megalkotta a "Goldstein-effektus" kifejezést, amelyet úgy ír le, mint "a közvélemény aggodalmának fokozására való képességet azáltal, hogy az ellenfélnek határozott arcot adnak, és meghatározzák a mögöttes fenyegetés emberi forrását." Sunstein szerint, mivel az Amerikai Egyesült Államok vezette terrorellenes háború olyan erősen összekapcsolta a terrorizmust bin Ladennel, a felháborodás hasonló módon fokozódott, mint ahogyan az az Ezerkilencszáznyolcvannégyben is megjelenik. Ugyanakkor arra is rámutatott, hogy Szaddám Huszeinre nagymértékben, George W. Bushra pedig (sokkal kisebb mértékben) ugyanez a Goldstein-effektus érvényesült.